# Joe Girard
Pour les articles homonymes, voir Joseph Girard et Girard.
Joe Girard, né le 1er novembre 1928 à Détroit, Michigan et mort le 28 février 2019 dans la même ville, est un vendeur d'automobiles américain. Il est reconnu par le Livre Guinness des records comme le plus grand vendeur d'automobiles de tous les temps, ayant vendu 13 001 automobiles Chevrolet à Détroit de 1963 à 1978.

## Biographie
Son livre (en) How to Sell Anything to Anybody (1977) détaille comment il est parvenu à surmonter une enfance difficile (confrontations avec son père et divers délits). Sa vie a changé lorsqu'il a compris qu'il ne gagnait pas suffisamment d'argent pour acheter l'épicerie dont sa jeune famille avait besoin. Ce fut l'étincelle qui l'amena à intensément désirer vendre à son nouvel emploi chez un concessionnaire automobile. En quelques mois, il devint le meilleur vendeur de l'entreprise. Ses résultats lui valurent la colère de ses collègues, qui parvinrent à le faire limoger sous le prétexte qu'il leur volait des ventes. À son nouveau poste chez un autre concessionnaire, conservé jusqu'à sa retraite, il réalise des records de ventes sur une période de quinze années.
En 2001, il est introduit au Automotive Hall of Fame.

## Publications
- Joe Girard, How To Sell Anything To Anybody, 1977.
- Joe Girard, How To Sell Yourself.
- Joe Girard, How To Close Every Sale.
- Joe Girard, Mastering Your Way To The Top.